# Sporobolus indicus
Sporobolus indicus là một loài thực vật có hoa trong họ Hòa thảo. Loài này được (L.) R.Br. miêu tả khoa học đầu tiên năm 1810.

## Hình ảnh

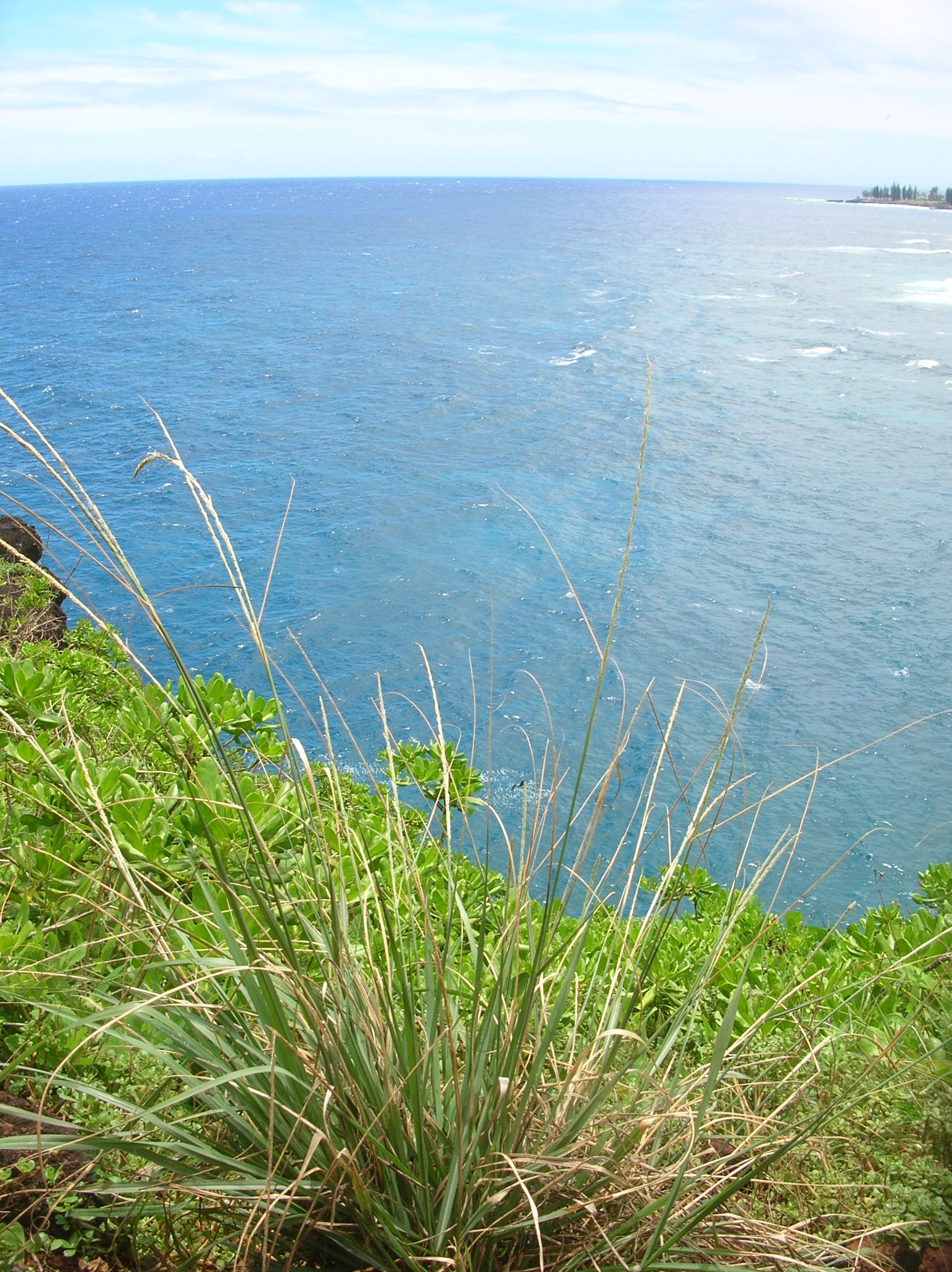
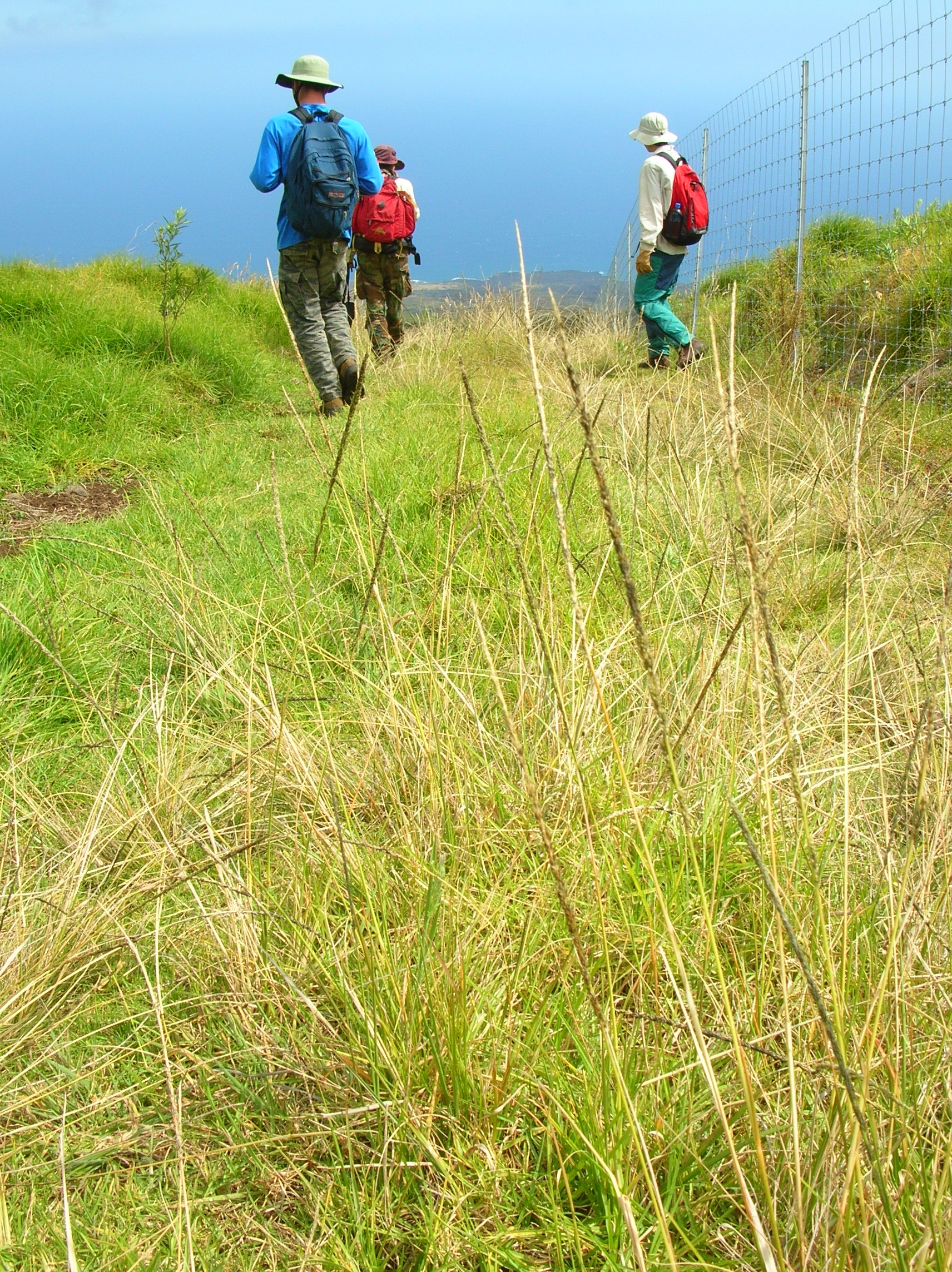
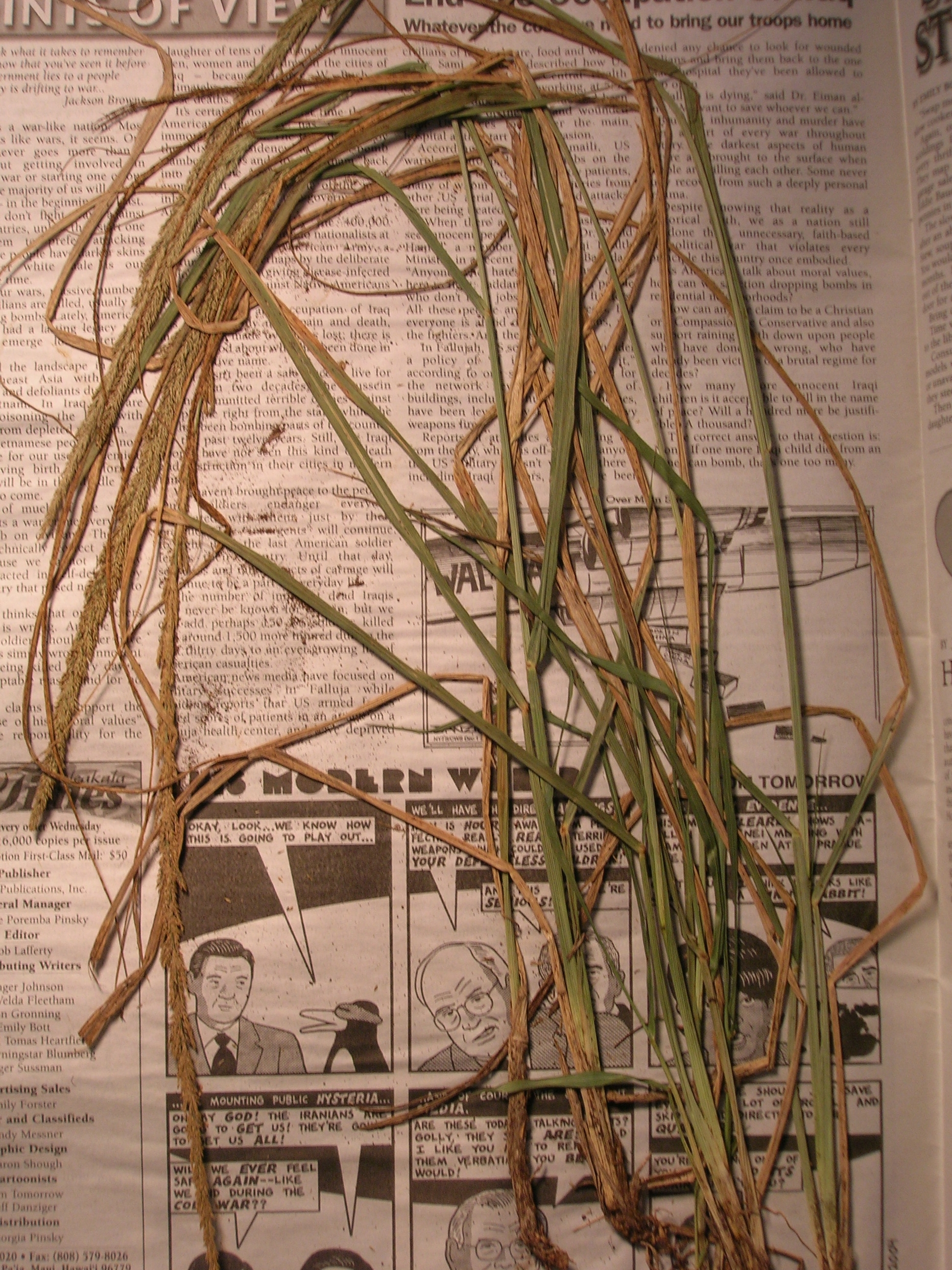
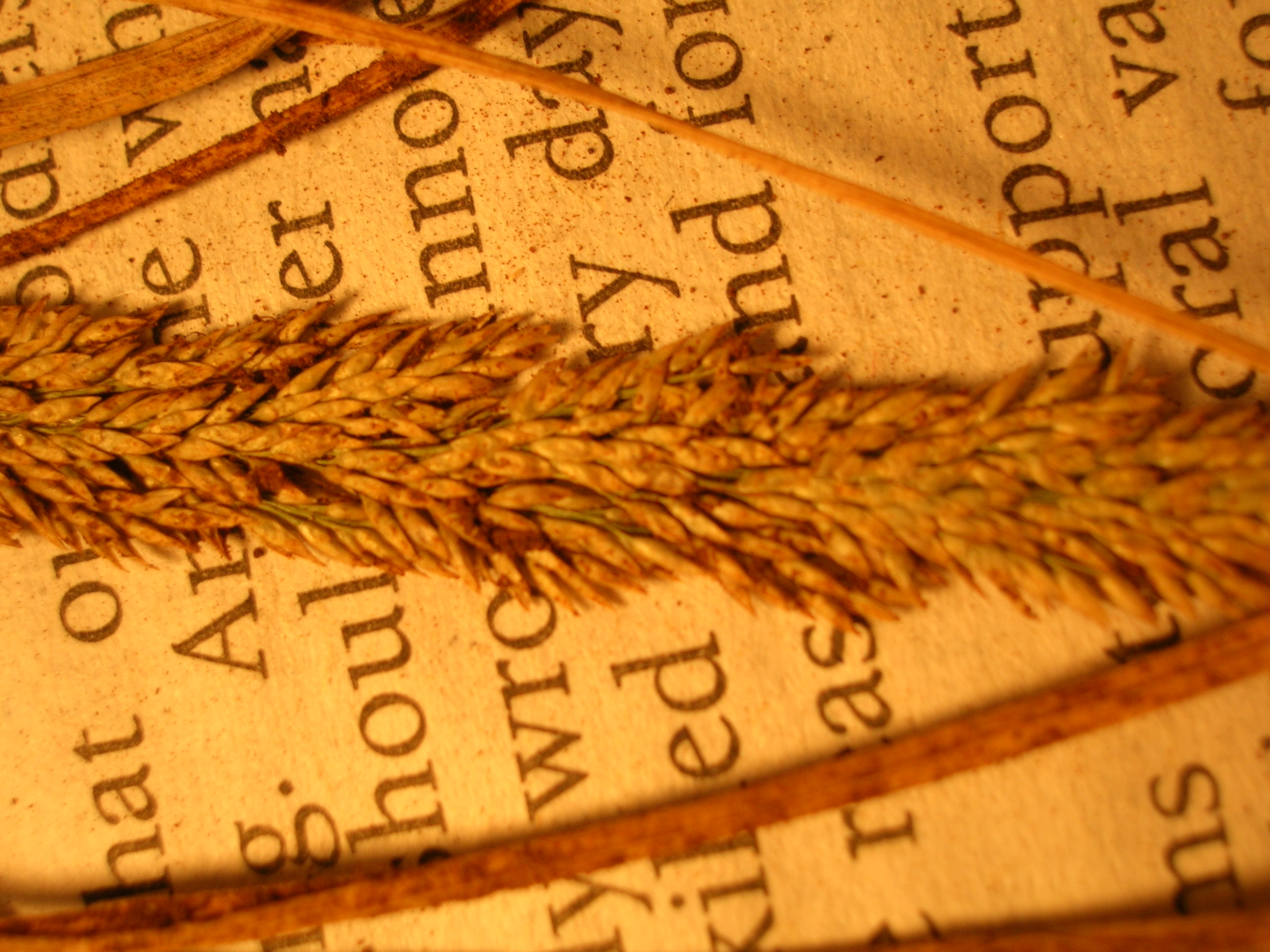